# Andreea Diana Trâmbițaș
Andreea Diana Trâmbițaș (* 31. Mai 2000 in Săcele) ist eine rumänische Skispringerin.

## Werdegang
Andreea Diana Trâmbițaș startete international erstmals im Rahmen zweier Wettbewerbe des FIS Cups am 28. und 29. September 2013 in Râșnov, bei denen sie die Plätze elf und zwölf belegte. Seitdem nimmt sie regelmäßig an weiteren Springen im FIS Cup teil; ihre bisher besten Platzierungen (Stand März 2020) waren dabei drei dritte Plätze. Trâmbițaș debütierte am 1. und 2. März 2014 in Falun im Continental Cup, wo sie zweimal den elften Platz belegte und damit direkt ihre ersten Continental-Cup-Punkte erreichte. Die Platzierungen waren zugleich auch ihre besten im Continental Cup. Am 28. und 29. Januar 2017 gab Trâmbițaș schließlich in Râșnov ihr Debüt im Skisprung-Weltcup; sie belegte zwei 39. Plätze.
Beim Europäischen Olympischen Winter-Jugendfestival 2017 in Erzurum wurde Trâmbițaș Achte im Einzelwettbewerb. Bei den Olympischen Jugend-Winterspielen 2016 in Lillehammer belegte sie den neunten Platz im Einzelwettbewerb. Zudem startete sie im Einzel- und Teamwettbewerb bei den 2016 in Râșnov, 2017 in Soldier Hollow, Utah, 2018 in Kandersteg, 2019 in Lahti und 2020 in Oberwiesenthal, erreichte jedoch jeweils keine vorderen Platzierungen.
Bei den Nordischen Skiweltmeisterschaften 2019 in Seefeld in Tirol belegte sie im Mixed-Teamwettbewerb gemeinsam mit Daniela Haralambie, Hunor Farkas und Radu Mihai Păcurar den zwölften und vorletzten Platz.

## Statistik

### Continental-Cup-Platzierungen
| Saison  | Platz | Punkte |
| ------- | ----- | ------ |
| 2015/16 | 36.   | 032    |
| 2017/18 | 75.   | 011    |
| 2018/19 | 66.   | 010    |